# 沈小婷
沈小婷（韓語：션샤오팅；1999年11月12日—)，中國大陸女歌手及舞者，所屬經紀公司為WAKEONE和KLAP娛樂，現為韓國女子偶像組合Kep1er成員。2020年，參加中國選秀節目《创造营2020》。2021年，赴韓参加選秀节目《Girls Planet 999》，最終以第九名成為限定女子團體Kep1er成員。2022年1月3日，正式出道活動，官方定位是主舞、門面。

## 生平

### 出道前
沈小婷出生於四川省成都市。曾為體育舞蹈參賽者，擅長國標舞，曾於英國的黑池舞蹈節（業餘組）拿下第44名。
2020年，參加中國女團選秀節目《创造营2020》，最後以第80名被淘汰。

### 參與《Girls Planet 999》時期
2021年，赴韓參加選秀節目《Girls Planet 999》，為主題曲C組Center。最終排名為第九名，成為限定女团Kep1er成員，也成為C-GROUP唯一成功出道的選手。
| 順位（粗體為順位儀式結果） |                     |                         |                         |          |                           |            |                     |
| 主題曲排名                 | 第二集 (初評級舞台) | 第五集 (第一次排名儀式) | 第八集 (第二次排名儀式) | 第九集   | 第十一集 (第三次排名儀式) | 決賽前速報 | 第十二集 (最終排名) |
| C01                        | P3 (C01)            | P2 (C01)                | P1 (C01)                | P1 (C01) | P1 (C01)                  | P16 (C03)  | P9 (C01)            |

### Kep1er時期
2022年1月3日，發行首張迷你專輯《FIRST IMPACT》，正式以Kep1er的成員活動，官方定位是主舞、門面。
2025年1月1日，沈小婷宣布不再與中國經紀公司TOP CLASS娛樂續約，結束為期三年的合作關係。

## 音樂作品

#### 其他單曲
| 發行日期      | 歌曲名稱              | 專輯名稱                                          | 歌手/企劃               | 備註                   |
| ------------- | --------------------- | ------------------------------------------------- | ----------------------- | ---------------------- |
| 2022年5月13日 | Purr                  | 《Queendom 2》                                    | 케비지 (VIVIZ & Kep1er) | 沈小婷、金多娟、江崎光 |
| 2024年4月17日 | 一夜長大 (Growing Up) | 《青春重置計畫9 新的凡人歌》 (Remake of Youth S9) | 沈小婷                  | Cover，原唱：梁靜茹    |

## 影音作品

### 個人影音
| 發布日期              | 曲名                                         | 原唱/版本                   | 影音 | 備註                |
| Girls Planet 999 時期 |                                              |                             |      |                     |
| 2021年7月30日         | O.O.O(Over&Over&Over) （页面存档备份，存于） | Girls Planet 999 全員       | 直拍 | 主題曲              |
| 2021年8月21日         | How You Like That （页面存档备份，存于）     | BLACKPINK                   | 直拍 | CONNECT MISSION     |
| 2021年9月18日         | 姻緣 （页面存档备份，存于）                  | 李仙姬                      | 直拍 | COMBINATION MISSION |
| 2021年10月8日         | 뱀(Snake) （页面存档备份，存于）             | Medusa (메두사)（所在組別） | 直拍 | CREATION MISSION    |
| 2021年10月9日         | O.O.O(Over&Over&Over) （页面存档备份，存于） | Girls Planet 999 全員       | 直拍 | O.O.O MISSION       |
| 2021年10月14日        | 뱀(Snake) （页面存档备份，存于）             | Medusa (메두사)（所在組別） | 直拍 | M Countdown         |

## 影視作品

### 電視劇
| 首播年度 | 剧名               | 角色 | 備註   |
| 2022年   | 《十年一品温如言》 | 安妮 | [ 18 ] |

### 綜藝節目
| 年份   | 播放日期        | 電視台/播放平台 | 節目名稱             | 備註                           |
| 2020年 | 5月2日－7月4日  | 騰訊視頻        | 《创造营2020》       | 參賽者                         |
| 2021年 | 8月6日-10月22日 | Mnet            | 《Girls Planet 999》 | 參賽者                         |
| 2024年 | 6月14日         | 浙江衛視        | 《奔跑吧 第八季》    | Ep.8飛行嘉賓，系列節目第十二季 |

## 獎項

### 偶像明星運動會獎項
| 年份   | 名稱                     | 項目               | 得分    | 奬項 | 備註   |
| 2022年 | 偶像明星運動會：中秋特輯 | 國標舞             | 29.2分  | 金牌 | [ 19 ] |
| 2024年 | 偶像明星運動會：中秋特輯 | 60米短跑           | 9.46秒  | 金牌 |        |
| 2024年 | 偶像明星運動會：中秋特輯 | 混合射箭(與金采炫) | 9環+8環 | 金牌 |        |

## 外部連結
- 沈小婷的新浪微博
- 沈小婷的抖音账号
- 沈小婷的Instagram帳戶